# Jurij A. Treguboff

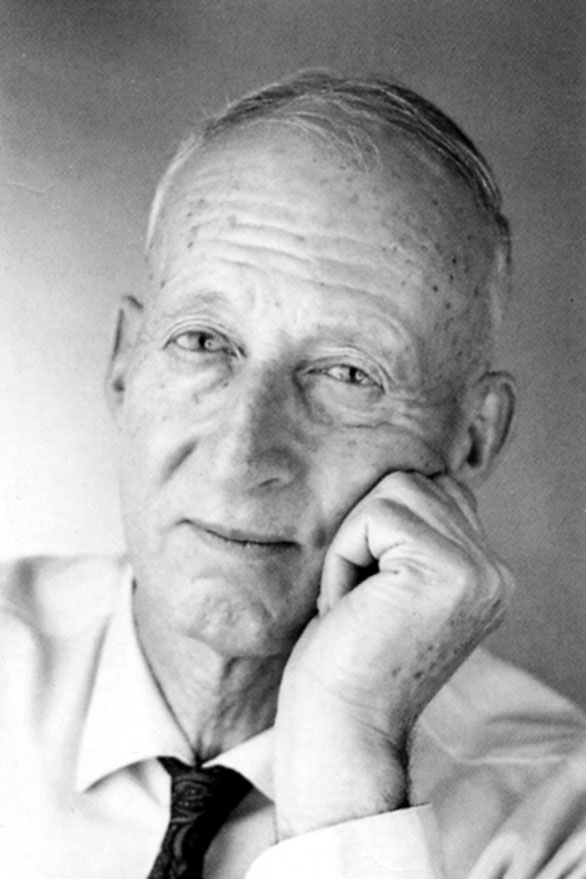
Jurij A. Treguboff (1991)

Jurij Andrejewitsch Treguboff (Tregubov) (russisch Юрий Андреевич Трегубов; * 4. April 1913 in Sankt Petersburg; † 27. Februar 2000 in Frankfurt am Main) war ein russischer Schriftsteller. Treguboff wurde als Autor einer Reihe historischer Romane bekannt, die die russische Geschichte des 20. Jahrhunderts sowie die Auswirkungen der geschichtlichen Entwicklung auf die unterschiedlichsten Bereiche des Lebens in Deutschland reflektieren.

## Leben

### Familiärer Hintergrund und Kindheit in Russland
Jurij Andrejewitsch Treguboff wurde als einziges Kind des Gutsbesitzers Andrej Alexejewitsch Treguboff (1869–1935) und seiner Gattin Sophia Maximilianowna von der Osten-Sacken (1876–1954) geboren. Seine Kindheit verbrachte Tregubow in Laptino, dem Landsitz seiner Eltern im Gouvernement Wladimir, bis dieses infolge der Ereignisse der Revolution von 1917 von den Bolschewiki enteignet wurde. In der Folge lebte die Familie zunächst in Sudogda, später in Wladimir und ab 1919 in Moskau. Die Ereignisse dieser Zeit reflektierte Treguboff später in den Romanen Wladimirschina, Der Vampir und Beginn eines Erdbebens.

### Emigration und Leben in Berlin

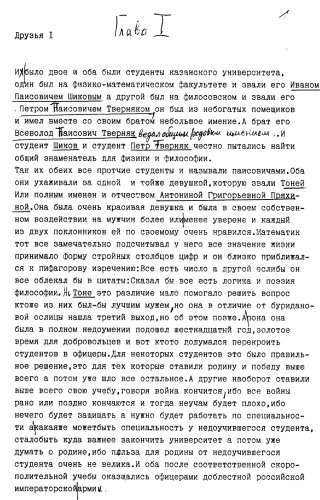
Erste Seite des Originalmanuskripts des Buches „Beginn eines Erdbebens“ mit handschriftlichen Anmerkungen des Autors

1926 siedelte Treguboff zusammen mit seiner Mutter – dem Vater wurde die Ausreise aus Russland verweigert – von Moskau nach Berlin über, wo er ein deutsch-russisches Gymnasium besuchte. Eine ursprünglich geplante spätere Rückkehr nach Russland kam schließlich aufgrund der dortigen politisch-sozialen Entwicklungen nicht mehr zustande. Nach dem Schulabbruch nach der Mittleren Reife kam Treguboff schließlich als Arbeitskraft in einer chemischen Fabrik unter, in der er als Seifensieder mit der Herstellung von flüssiger Seife befasst war. Später folgten Betätigungen als Dolmetscher und Privatlehrer.
Zur selben Zeit bemühte Treguboff sich darum, Anschluss an exilrussische Kreise zu gewinnen. Außerdem begann er seine lebenslang andauernde, intensive intellektuelle Auseinandersetzung mit den Ereignissen der beiden Revolutionen von 1917. Das Zusammenkommen dieser beiden Tendenzen gipfelte schließlich 1934 in dem Eintritt in den „Nationalen Bund der Schaffenden der neuen Generation“, einer gegen die stalinistische Terrorherrschaft gerichteten Widerstandsgruppe, die später in Narodno-Trudowoi Sojus (NTS) umbenannt wurde. Ideologisch wegweisend waren dabei die Theorien und Schriften der sogenannten „Idealo-Realisten“ Nikolai O. Losskij (1870–1965), Nikolai Alexandrowitsch Berdjajew (1874–1948), Lew P. Karsawin (1882–1952), und Semjon L. Frank (1877–1950), die auf eine realistische Fundierung des antimarxistischen Idealismus pochten und sich umgekehrt gegen rein idealistische Konstruktionen als Kampfmittel gegen die bestehenden Verhältnisse wandten. Dem kämpferischen, von Gewalt und Konflikt beherrschten, Gedankengut des Marxismus stellten sie dabei in bewusstem Kontrast die Ideen von Solidarität und Versöhnung entgegen. Die tatsächlichen Widerstandsaktionen des NTS erschöpften sich dabei, aufgrund mangelnder machtpolitischer Mittel, letztlich im Einschmuggeln von anti-stalinistischem Schriftgut in die Sowjetunion.
Nach dem deutschen Einmarsch in der Sowjetunion 1941 proklamierte der NTS die Notwendigkeit eines „Dritten Weges“ abseits von „kommunistischer Diktatur“ und „deutscher Besatzung“. 1944 wurde er aufgrund des deutschen Nachnamens seiner Mutter von den deutschen Behörden zum deutschen Staatsbürger erklärt. Um der Einberufung zum Dienst in den deutschen Streitkräften zu entgehen, schloss er sich schließlich der aus Exilrussen und Kriegsgefangenen formierten sogenannten Russischen Befreiungsarmee des Generals Wlassow an, in der er als Dolmetscher in der Kanzlei von Wlassows Stabschef Generalmajor Fjodor Iwanowitsch Truchin (1896–1946) Beschäftigung fand.
Das Kriegsende erlebte Treguboff in der Tschechoslowakei. Der drohenden Hinrichtung durch tschechische Partisanen und die in der Tschechoslowakei einmarschierende Rote Armee konnte Treguboff sich schließlich, nach kurzer Gefangenschaft, in einem unbeobachteten Augenblick entziehen. Stattdessen kam er in amerikanische Kriegsgefangenschaft, wurde aber gemäß den Vereinbarungen der Alliierten mit dem neubegründeten tschechoslowakischen Staat, als auf dem Gebiet der Tschechoslowakei aufgegriffener deutscher Staatsbürger, an diesen ausgeliefert. Nach einer mehr als einjährigen Tätigkeit als Zwangsarbeiter in der tschechischen Landwirtschaft und in den Kohlengruben von Mährisch-Ostrau wurde Treguboff, der sich bei einem Grubenunglück eine Lähmung des rechten Armes zugezogen hatte, im September 1946 als Invalide nach West-Berlin abgeschoben.
Diesen Abschnitt seines Lebens verarbeitete Jurij Treguboff in den Romanen Berlin – Der Zweite Weltkrieg, Gespenster in Frankfurt – Rückblick eines Heimkehrers aus dem sowjetischen Lager auf sein vorheriges Leben, sowie Notizen eines Pechvogels, in dem er seine ersten Berliner Jahre beschrieb.

### Entführung aus Berlin und Haft in der Sowjetunion

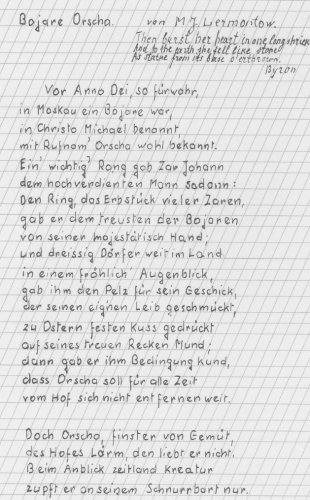
Übersetzung von Bojare Orscha in Jurij A. Treguboffs Handschrift

Am 19. September 1947 wurde Jurij Treguboff von Agenten des MGB (sowjetisches Ministerium für Staatssicherheit) an der Grenze zwischen dem sowjetischen Sektor zu den westlichen Sektoren Berlins entführt, nach Moskau verbracht und nach zweieinhalb Jahren Untersuchungshaft in der Lubjanka zum Tode verurteilt. Fünf Tage später wurde das Todesurteil durch 25 Jahre Zwangsarbeit ersetzt. Er wurde nach Workuta transportiert, das in der nordöstlichen Ecke des europäischen Russlands zwanzig Kilometer westlich des Uralgebirges auf der 69. Parallele liegt, 106 Kilometer nördlich des Polarkreises. Dort wurde hauptsächlich Kohle für die im eisfreien Hafen von Murmansk liegende sowjetische Flotte gefördert. Für diese Arbeit war er jedoch zu schwach, bei einer Größe von 1,82 m wog er bei seiner Ankunft nur noch 56 Kilo. Nach drei Jahren und zwei Monaten wurde er nach Mittelostrussland in die Autonome Mordwinenrepublik verlegt, von der er am 11. Oktober 1955 nach der Anerkennung der Sowjetunion durch die Bundesrepublik Deutschland infolge der Verhandlungen Konrad Adenauers mit Nikita Sergejewitsch Chruschtschow als deutscher Staatsangehöriger befreit wurde. Er zog nach Frankfurt am Main, wo unterdessen einige seiner früheren Berliner Freunde wohnten.
Vom Tag seiner Entführung an war es Jurij Treguboff verwehrt, für eigene Zwecke etwas niederschreiben zu können. Daher war er gezwungen, alles Wichtige im Gedächtnis zu bewahren, das er auf diese Weise so trainierte wie die Menschen vor der allgemeinen Alphabetisierung. Erst in den letzten Monaten seiner Haft, die er in einem Lager für Ausländer verbrachte, konnte er Papier und Stifte erhalten. Sein Lagerheft, das er mit in die Freiheit nahm, enthält Übersetzungen russischer Gedichte ins Deutsche, die er sein Leben lang überarbeitete, sowie deutscher Gedichte ins Russische. Hauptthema ist das Poem „Bojare Orscha“ von Michail Jurjewitsch Lermontow, das im Jahr 1992 zusammen mit dem später übersetzten Poem „Der Dämon“ veröffentlicht wurde.
Jeden Menschen in der ersten Sekunde einer Begegnung richtig einzuschätzen, ob Untersuchungsrichter, Wachmann oder Mitgefangener, war lebensnotwendig. So verstand er es, gut mit den Blatnojs genannten Kriminellen zurechtzukommen, indem er ihnen deutsche Märchen erzählte. Sie schätzten besonders Das kalte Herz von Wilhelm Hauff, weil in ihm der böse Holländer-Michel überlistet wurde, was ihnen aufgrund ihrer Erfahrungen mit der übermächtigen Staatsgewalt sehr gefiel. Die meisten von ihnen wären ohne die fürchterlichen Zustände nach Revolution und Bürgerkrieg – Verhaftung oder Tod der Eltern, Obdachlosigkeit, Hunger, Kälte, staatliche Kinderheime – niemals ins Kriminelle abgeglitten. Diese intensive Schulung seiner Menschenkenntnis war sicherlich eine Basis für die Vielfalt der später von ihm beschriebenen Charaktere.
Unmittelbar nach seiner Rückkehr begann Jurij Treguboff mit der Niederschrift seines Erlebnisberichts Acht Jahre in der Gewalt der Lubjanka, der 1957 auf Russisch im Verlag Possev, Frankfurt am Main, als Fortsetzungsserie in der Zeitschrift Possev, die auch in die Sowjetunion geschmuggelt wurde, sowie als Buch veröffentlicht wurde. Im Jahr 1999 erschien die deutsche Fassung, eine zweite russische Auflage kam 2001 bei Possev, Moskau, heraus.
Er hat niemals bedauert, den Fehdehandschuh gegen den sowjetischen Terror aufgehoben zu haben. In seinem Lubjanka-Buch zitiert er mehrmals: „Ich bin zwar ein halbzertretener Wurm, aber ich bin im Recht!“ Von der Unmenschlichkeit des sowjetischen Systems zu wissen und nichts dagegen zu tun, wäre unerträglich für ihn gewesen.

### Journalistische und schriftstellerische Tätigkeit

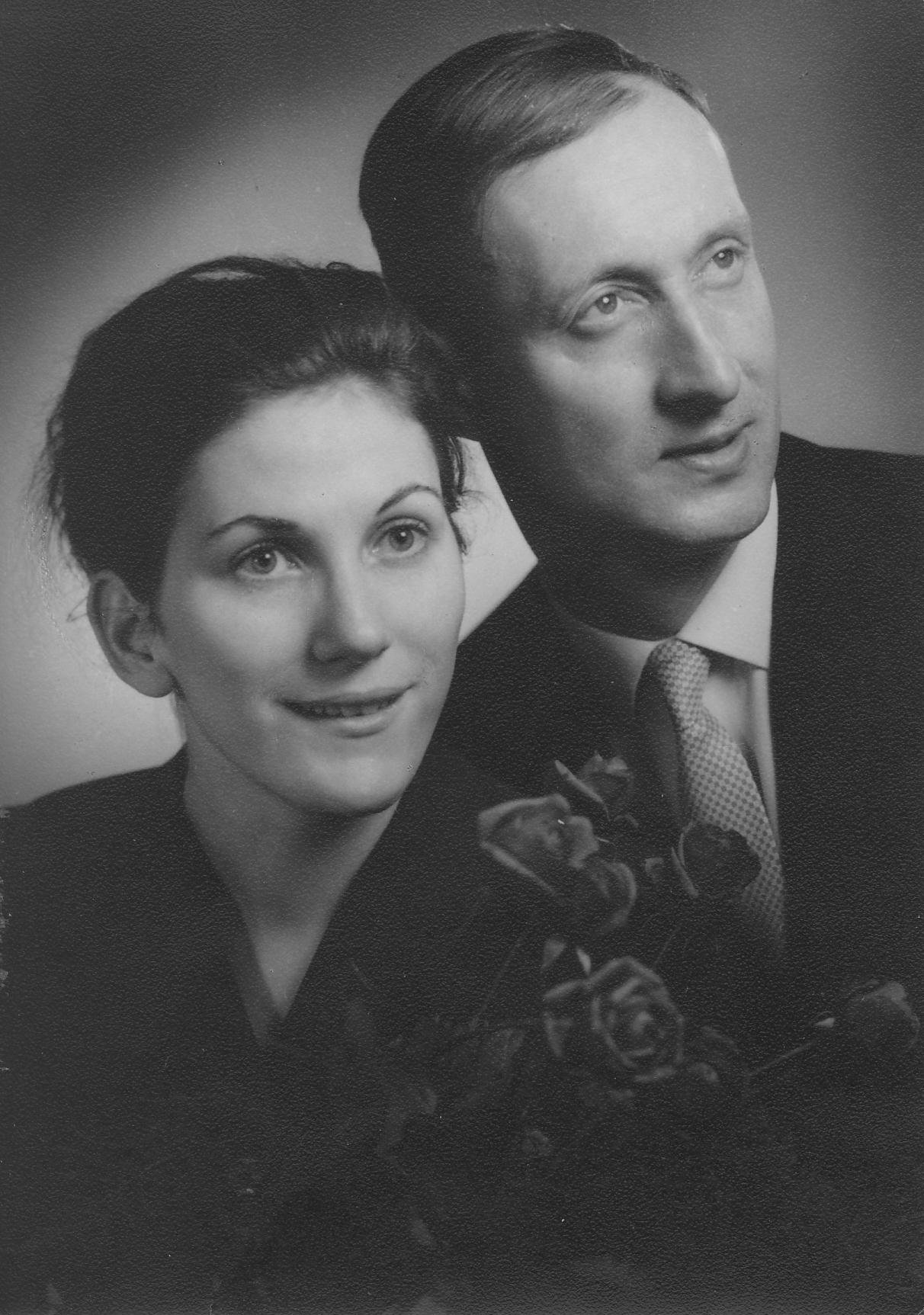
Hochzeitsfoto von Anita und Jurij Treguboff 1964

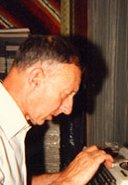
Jurij A. Treguboff an seiner russischen Schreibmaschine

Schnell stellte Jurij Treguboff fest, dass Russland bzw. die Sowjetunion in westlichen Publikationen oftmals verzerrt dargestellt wurden, und so begann er, als freier Journalist zu arbeiten, schrieb Artikel für russische und deutsche Zeitschriften und hielt vornehmlich vor deutschen Zuhörern Vorträge über Themen, die Russland betrafen: Geschichte, Literatur, Philosophie, Orthodoxe Kirche, Zeitgeschehen und eigenes Erleben.
Bei einem dieser Vorträge lernte er seine Frau Anita kennen, 1964 heirateten sie.
Dem Erlebnisbericht Acht Jahre in der Gewalt der Lubjanka folgten neunzehn Romane. Die beiden ersten – Der letzte Ataman und Der Vampir – hatte er auf Deutsch einer Dame aus dem Baltikum diktiert, die deutsch und russisch beherrschte. Mit seiner Heirat änderte er seine Arbeitsweise, erstand eine russische Schreibmaschine und begann, mit zwei Fingern auf ihr herumzuhacken. Sein schöpferischer Denkprozess erfolgte, während er heftig gestikulierend unter Selbstgesprächen in der Wohnung hin und her lief und dabei immer schneller wurde. Plötzlich stoppte er, ging zum Schreibtisch und begann zu tippen. Niemals veränderte er den Text nachträglich, nur Tippfehler korrigierte er. Als seine Schreibmaschine defekt war, setzte er seinen Roman bis zur Lieferung einer neuen Maschine mit der Hand fort, und auch diese in regelmäßiger Schönschrift dicht beschriebenen Seiten weisen nur vereinzelt Streichungen oder Zusätze aus. Etwa zwölf bis vierzehn Monate benötigte er, bis ein Roman beendet war, dann diktierte er ihn auf Deutsch seiner Frau in die Schreibmaschine, wobei er zugleich anhand ihrer Reaktionen die Wirkung seiner Worte überprüfte, und überließ ihr nach Fertigstellung der rohen Übersetzung die weitere Bearbeitung des Textes, wobei er ihr jedoch scharf auf die Finger guckte, während sie Unklarheiten jederzeit mit ihm abstimmen konnte.
Hinsichtlich des Aufbaus seines literarischen Schaffens lehnte sich Jurij Treguboff an den französischen Romancier Honoré de Balzac (1799–1850) an, dessen einzelne Werke als Menschliche Komödie miteinander verbunden sind. So erzählt jeder der Romane Jurij Treguboffs eine in sich abgeschlossene Geschichte, ist aber durch einige Personen oder Familien, deren Schicksale er über einen längeren Zeitraum zeigen wollte, auch mit anderen Romanen verbunden. Äußerlich wurde dieser Zusammenhang durch eine einheitliche Gestaltung der Buchcover sichtbar gemacht.
Seine Themen zeigen eine ungewöhnliche Vielfalt. Die Geschichte Russlands im Verlauf des 20. Jahrhunderts wurde ebenso ausführlich behandelt wie das Leben in Deutschland. Jurij Treguboff formulierte das einmal so:

„Meine historischen Bücher bilden den Hintergrund, die Basis, während die übrigen die Auswirkungen der geschichtlichen Entwicklung auf die verschiedenen Ebenen des Lebens beschreiben, wobei ich vor allem die Versuchungen durch materialistisches Denken und Handeln aufzeigen will.“

Da er sich nicht in Inhalt und Form des von ihm Geschriebenen reinreden lassen wollte, gründete Jurij Treguboff 1971 zusammen mit seiner Frau den Feuervogel-Verlag, Frankfurt am Main, in dem seine Werke weiterhin zur Verfügung stehen. Seine letzte große Freude wenige Tage vor seinem Tod am 27. Februar 2000 war, die ersten Seiten der Moskauer Fassung seines Lubjanka-Buches in der Hand zu halten.
Den durch den Regierungsantritt von Michail Gorbatschow (1931–2022) markierte Wende in Russland, die in der Abkehr vom Sowjetsystem und zum Wechsel zu freieren inneren Verhältnissen führten, stand er positiv gegenüber. Insbesondere begrüßte er den Verzicht auf „Abrechnungaktionen“ mit den ehemaligen kommunistischen Machthabern zugunsten einer Sammlung aller Kräfte zugunsten gemeinsamer positiven Anstrengungen mit dem Ziel ein „besseres neues Russland“ zu schaffen.

## Konzept und Inhalte seiner Werke
Als Jurij Treguboff 1996 zu einem Vortrag im Frankfurter Schüler-Café Müller eingeladen wurde, verfasste er einige Zeilen zu seiner Biografie unter dem Titel Zwischen den Stühlen, die mit folgenden Worten begann:

„Wer bin ich? Diese Frage kann nur im Zusammenhang mit den Prüfungen meiner Generation beantwortet werden. Ich wurde 1913 geboren, dem letzten Friedensjahr des Russischen Kaiserreichs, am 22. März des orthodoxen Kirchenkalenders beziehungsweise am 4. April des in Europa geltenden Gregorianischen Kalenders. Demnach habe ich zwei Geburtstage, bekomme allerdings nur einmal Geschenke, und sitze sozusagen zwischen zwei Stühlen. Und wie oft habe ich im Verlauf meines weiteren Lebens zwischen den Stühlen gesessen!“

Diese Dualität zeigt sich auch in seinem literarischen Schaffen, das mit seinem Bericht über die in sowjetischen Gefängnissen und Lagern verbrachte Lebenszeit vom 19. September 1947 bis zum 11. Oktober 1955 unter dem Titel „Acht Jahre in der Gewalt der Lubjanka“ beginnt. Er hatte seinen Mitgefangenen versprochen: „Ich werde eure Stimme sein!“ und begann unmittelbar nach seiner Rückkehr mit der Niederschrift dieses Buches, noch bevor neue Eindrücke das Erlebte übertünchen konnten.
Die ersten fünf Romane Jurij Treguboffs haben einen autobiografischen Charakter. Der Vampir spielt im Moskau des Jahres 1921, während der NÖP-Periode (kurzfristige Zulassung eines gemäßigten Kapitalismus zur Verbesserung der desolaten Versorgungslage Russlands). Eine einstige Adelsfamilie und die eines führenden Revolutionärs werden durch gemeinsames Erleben schicksalhaft verbunden. Ihre Begegnung mit den „Springern“, einer fast schon mystifizierten Widerstandsbewegung, die beginnende Spaltung der Revolutionäre, Intrigen und Morde zeichnen ein packendes, unmittelbares Bild jener Tage, von denen der Autor Lenin visionär sagen lässt: „Die Partei wird sich in einen blutsaugenden Vampir verwandeln.“
In dem Roman Berlin erlebt der aus dem vorherigen Buch bereits bekannte Wladimir Schwedow den Zweiten Weltkrieg in Berlin, lernt verschiedene Exilgruppen kennen, arbeitet im Reichsministerium für die besetzten Ostgebiete, schließt sich der Wlassow-Armee an, um aus dem Zusammenbruch heil herauszukommen und den Blick in eine glücklichere Zukunft werfen zu können. In diesem Werk wird Deutschland aus der Sicht der in Berlin lebenden Russen betrachtet: alteingesessene Emigranten, sowjetische Kriegsgefangene, Ostarbeiter, russische Juden und russische antisemitische Gruppierungen.
Der letzte Ataman beschäftigt sich mit den Tagen zwischen Krieg und Frieden 1945 in Österreich: Schicksal vieler russischer Menschen, die nicht unter die kommunistische Herrschaft zurückkehren konnten, sich in der Hoffnung auf den Westen betrogen fühlten und als Partisanen in den Wäldern an der Grenze des sowjetischen Sektors zum amerikanischen Sektor Österreichs zu überleben versuchten. Besonders aufschlussreich sind die Erzählungen über Entstehung und Geschichte der Kosaken und ihre Rolle im russischen Kaiserreich.
Im Roman Gespenster in Frankfurt steht der „Heimkehrer“ Jewgenij Kreiton im Mittelpunkt des vielgestaltigen Geschehens, das sich so ziemlich über den Hauptteil des europäischen Kontinents ausbreitet und an wichtigen geschichtlichen, politischen, gesellschaftlichen, menschlichen und unmenschlichen Ereignissen teilhat. Der „gespenstische“ Aspekt dieses Buches steht in engem Zusammenhang mit Episoden und Personen aus dem Roman Berlin.
Mit dem Roman „Wladimirschina“ werden die ersten, historisch geprägten Bücher abgerundet. Die Rahmenhandlung schließt an die „Gespenster in Frankfurt“ an, während der Hauptteil – Revolutionswinter 1917/1918 in der Provinz Wladimir – die Zeit vor dem „Vampir“ behandelt. Anhand zweiter Studenten wird der Leser in eine aus den Fugen geratene, verunsicherte Welt geführt, an der er einerseits die Schwächen des zaristischen Russlands erahnen kann, andererseits deutlich erkennt, wie grausam und beängstigend die neuen Machthaber im Namen der Befreiung des Proletariats agieren.
Mit dem Roman „Geld“ begibt sich Jurij Treguboff auf ein völlig anderes Terrain. Das Buch spielt in Frankfurt am Main, Hauptpersonen sind Menschen, deren Seelen mit kaltem und totem Eisen verglichen werden können, das von dem Magneten Mammon angezogen und beherrscht wird. Sein Thema ist Gerechtigkeit auf irdischer und nichtirdischer Ebene im Zusammenhang mit dem raffinierten Mord einer hochqualifizierten Clique an einer alten Dame um ihres Geldes willen. Gezeigt wird, wie sich das Leben eines jeden, der an diesem Verbrechen teilgenommen hatte, in dem gleichen Maße verändert, wie er schuldig geworden ist. Nach orthodoxer Vorstellung leben wir im Zustand des permanenten Gerichts, jeder ist ununterbrochen für alles verantwortlich, was er tut oder auch nicht tut und spürt die Folgen seiner Entscheidungen.
„Die Notizen eines Pechvogels“ schildern die Geschichte des Semjon Semjonowitsch Tschugujew, den es in den zwanziger Jahren als Kind an die Spree verschlägt, wo er den Krieg erlebt, bis zu seinem Tod Anfang der fünfziger Jahre. Er glaubt an die menschliche Anständigkeit und steht daher Intrigen und Niederträchtigkeiten hilflos gegenüber. Als er sich von seiner Frau Fleur hintergangen fühlt, glaubt er, sie erschlagen zu haben und flüchtet nach Frankfurt am Main, wo er sich zwischen Dirnen und Zuhältern niederlässt und ihnen, die ihn spöttisch „Prediger“ nennen, Bibeltexte vorliest.
Der Roman „Hauptwache“ beginnt im Milieu der Obdachlosen auf der B-Ebene der Frankfurter Hauptwache und beschreibt Menschen, die zu schwach sind, um ihrem Leben Halt und Sinn zu verleihen. Da sie anfällig für Versprechungen sind und sich nur schlecht wehren können, sind sie leicht für dunkle Machenschaften zu missbrauchen. So soll mit ihrer Hilfe ein russischer Biologe, dessen Forschungen über die Veränderung der menschlichen Gene bereits weit fortgeschritten sind, aus Budapest entführt werden, um in Zukunft für die Amerikaner zu tätig zu sein.
Die nun folgenden drei Romane sind durch die gleiche Hauptperson eng miteinander verbunden. Der erste Band „Die wundersamen Erlebnisse des Aristarch Trofimowitsch Jermolow“ kann als philosophisches Märchen bezeichnet werden. Der Grundgedanke ist: Als vor zweitausend Jahren das Christentum in die Welt eintrat und die herrlich anzusehenden, aber nicht sonderlich gütigen antiken Götter von den Heiligen besiegt wurden, zogen sie sich enttäuscht und grollend in ein geheimnisvolles, den Sterblichen nur schwer zugängliches Tal am Olymp zurück. Zusammen mit den Heiligen des Christentums war jedoch auch das böse Prinzip in die Welt eingetreten. Achitophel von Drewluga, ein Kind dieses Prinzips, hatte den antiken Göttern ein Bündnis gegen den gemeinsamen Feind angeboten, das jedoch empört zurückgewiesen wurde, da er und seine Freunde ihnen nicht schön und edel genug waren. Um sie unter Druck setzen zu können, bemächtigte er sich der Göttin Artemis, der Jägerin, die unvorsichtig das wunderbare Tal verlassen hatte, und bannte sie in eine kleine Statuette, die er in seiner Wohnung aufstellte. Der Schriftsteller Jermolow, den Herr von Drewluga für seine Zwecke einspannen möchte, schlägt sich jedoch auf die andere Seite und entwendet ihm dieses Statuette, um die ein erbitterter Kampf unter Anwendung durchaus origineller Finten beginnt.
In dem Roman „Der große Einsatz“ geht es um Menschen, die alles auf eine Karte setzen, um Karriere zu machen. Aristarch Trofimowitsch Jermolow wird mit einem Sack voller Münzen aus der Unterwelt, dem Hades, entlassen, in den er durch eine List des Herrn von Drewluga geraten war, der Weg in seine alte Heimat und damit in seine Vergangenheit ist ihm jedoch verwehrt. Arglos stolpert er in eine Intrige, in deren Mittelpunkt ein Anwalt steht, der unter dem Deckmantel einer karitativen Organisation zur Rettung Alkoholkranker eine Erpresserorganisation auf die Beine stellt. Zugleich versucht ein Kollege von ihm, durch manipulierte Wirtschaftsinformationen zwei US-Unternehmen in großem Maßstab zu betrügen und bedient sich hierfür eines Doppelgängers des amtierenden Bundesbankpräsidenten. Jermolow, der kurz hintereinander der Fälschung und dem Original begegnet, gerät zwischen die Fronten.
Im Mittelpunkt des Romans „Die blutige Ikone“ steht eine in der einzigen offenen Kirche der Stadt Noginsk hängende Ikone von hohem künstlerischem Wert, verehrt von den Gläubigen, für die sie das Heiligste verkörpert, was ihr trübseliges, graues Dasein erhellt. Die mystische Wirkung dieser Ikone, auf der die Muttergottes und der Heilige Sergius von Radonesch abgebildet sind, wird noch dadurch verstärkt, dass sie in all den Jahren der Kirchenverfolgungen der Vernichtung entgehen konnte. Plötzlich wird sie zum Zentrum des Interesses und zur Triebfeder des Schicksals vieler Menschen. In einem zweiten Handlungsstrang versucht ein auf der Insel Elba lebender Milliardär experimentell die Frage zu klären, ob plötzlicher Reichtum den Menschen Glück oder Verderben bringt und lässt einigen Personen auf ihnen glaubhaft erscheinende Weise jeweils etwa zwei Millionen Mark zukommen, ohne dass ihnen bewusst wird, Versuchskaninchen zu sein. Hierfür werden ausgerechnet Menschen ausgesucht, die mit dem Diebstahl der Ikone verbunden sind.
In dem Roman „Schnapsi“ wird das Schicksal der fünfzehnjährigen Manuela Neudecker beschrieben, die von ihren habgierigen und gewissenlosen Eltern an den Besitzer eines luxuriösen Frankfurter Eros-Centers verschachert worden ist, wo sie wegen ihrer Abneigung dem Alkohol gegenüber den Spitznamen Schnapsi erhält. Schwer lastet der Druck des ihr aufgezwungenen Lebens auf ihr. Sie ist ein willensstarker, sich selbst stets treu bleibender Mensch und sucht nach einer Lebensweise, die ihrem Wesen besser entspricht.
Mit dem Roman „Die Idee des Doktor Kologriwow“ schloss Jurij Treguboff seinen auf dreizehn Teile angewachsenen Romanzyklus ab, in dem einerseits alle Bücher auf irgendeine Weise miteinander verbunden sind, so wie es im Leben keine isolierten Geschehnisse gibt, und jedes einzelne Buch zugleich ein in sich geschlossenes Werk darstellt, in dem, bezogen auf die jeweilige Handlung, keine Punkte offenbleiben. Verbunden werden alle Titel durch die grandiose Kulisse unserer Zeit, die im Jahr 1917 verwirklichte russische Revolution, damals eine Tragödie aller Völker Russlands und seit dem Zweiten Weltkrieg eine Tragödie der gesamten Menschheit. In seinem Nachwort zu diesem Buch, mit dem Jurij Treguboff diesem Zyklus den Titel „Durch die reinigende Flamme“ gab, schrieb er:

„Sehr alt ist der Streit, wie historische Ereignisse am besten erfaßt werden, ob die Erudition, die Gelehrsamkeit, oder die Intuition Vorrang hat. Ich bin kein Gelehrter und plädiere daher für die Intuition, und mir scheint, daß das intuitive Erfassen der einzelnen Gestalten meiner Bücher umhüllt wird von nüchternen Überlegungen des Verstandes. In allen Büchern dringt die transzendentale, metaphysisch-mystische Welt in das Leben meiner Personen ein, eine Welt, die meiner Überzeugung nach existiert, wirklich und zudem viel wichtiger ist als die von unseren Sinnen relativ gut erfaßbare reale Welt. Denn jede Annäherung an das Reich des Unverweslichen vergrößert unsere Chance eines Siegs über Tod und Verwesung, allerdings muß dieser Sieg nicht immer unbedingt positiv sein.“

Der Roman spielt zu der Zeit, als Leonid Iljitsch Breschnew wichtigster Mann der Sowjetunion war und schildert die unsichtbar wirkenden Kreise der Opposition im Untergrund – das beginnende Ende der kommunistischen Herrschaft in Russland. Dr. Kologriwow ist ein französischer Psychiater russischer Abstammung, der in der Psychiatrie von Arsamas tätig ist und dort auf Patienten stößt, die seinen Untersuchungen nach keineswegs in eine Anstalt für Geistesgestörte gehören und offensichtlich wegen ihrer oppositionellen Einstellung gegenüber den in der Sowjetunion herrschenden Machthabern von Staats wegen für psychisch krank erklärt worden waren. Sein Versuch, einem dieser Pseudokranken einen Dienst zu erweisen, führt zur Verhaftung und Ausweisung Kologriwows. Wieder im Westen, beschließt er, dem von ihm als unerträglich empfundenen menschenfeindlichen System der Sowjetunion den Kampf anzusagen.
Mit diesem Buch hielt Jurij Treguboff sein Hauptanliegen für abgeschlossen. Dass ihm die Kraft und Zeit geschenkt wurde, noch weitere sechs Romane zu schreiben und er sie alle gedruckt in der Hand halten konnte, empfand er als großes Glück.
Das Bändchen mit „Gedichten und Erzählungen zur russischen Geschichte“ sollte diesen Zyklus abrunden und in einen größeren geschichtlichen Zusammenhang stellen. Es enthält fünfundzwanzig Miniaturen, davon drei in russischer Sprache, sowie einen ausführlichen Kommentar über den jeweiligen historischen Hintergrund.
Eigentlich wollte Jurij Treguboff danach nur noch Kurzgeschichten schreiben, aber aus der ersten Erzählung wurde sehr schnell das erste Kapitel seines Romans „Wie Herbstlaub im Sturm“, der im Zweiten Weltkrieg spielt. Im belagerten Leningrad wird zu besonderer Wachsamkeit aufgerufen, um potentielle Feinde unschädlich zu machen, noch bevor sie dem sowjetischen Staat Schaden zufügen können. Dies bringt den Hausverwalter Krjutschnikow dazu, eine ihm missliebige Familie anzuzeigen, Vater und Mutter werden verhaftet, zurück bleibt ihr Töchterchen, das später verhungert vor einer Muttergottesikone vorgefunden wird. Diese Ikone nimmt ein zur Front gehenden Student mit sich; sie rettet ihm das Leben, als bei seiner Gefangennahme eine Kugel von ihr abgefangen wird. Hierdurch erweckt er die Aufmerksamkeit der Deutschen, die ihn in ein Sonderlager bringen, wo Menschen für ein Attentat auf Stalin und seine engsten Mitarbeiter geschult werden.
Mit dem Roman „Der fahle Reiter“ beschäftigt sich Jurij Treguboff ein zweites Mal mit der Revolutionsepoche – er beginnt in der Silvesternacht 1913 und endet 1920 mit dem Sieg der Roten über die Weißen im russischen Bürgerkrieg und Einsetzen der Emigration. Er hat drei sich überschneidende Ebenen: die geschichtliche Entwicklung dieser Zeit unter Berücksichtigung der Tatsache, dass jede Erfolg versprechende politische Partei Opportunisten unterschiedlichsten Kalibers anzieht; der vom Marxismus angestrebten „Schaffung eines neuen Menschen“ werden die Experimente zweier Wissenschaftler gegenübergestellt, die auf künstliche Weise ein Mädchen produzieren, das den Anforderungen der modernen Zeit besser gerecht werden soll; und schließlich die Legende von dem Schuster Ahasver, der Christus auf dem Kreuzweg ein Glas Wasser verweigert hat, erst am Ende der Zeit sterben kann und sich in seinen Träumen an sein vergangenes Leben erinnert.
Der folgende Roman „Im hellen Schein des Mondes“ beschreibt die Zeit und Raum überspannenden Geister der Natur in ihrem Bemühen, die weitere Zerstörung des Erdballs durch menschliche Gier und Rücksichtslosigkeit zu verhindern. Hauptfigur ist eine Dryade, die Seele eines Baumes, die sich vor zweitausend Jahren in einen römischen Soldaten verguckt hatte und ihm ins kalte Germania gefolgt war. Ihr Baum, der einzige seiner Art weit und breit und unter Naturschutz stehend, droht zu zerbrechen, und mit ihm stirbt auch sie, wenn sich niemand findet, der ihr eine neue Wohnstatt besorgt.

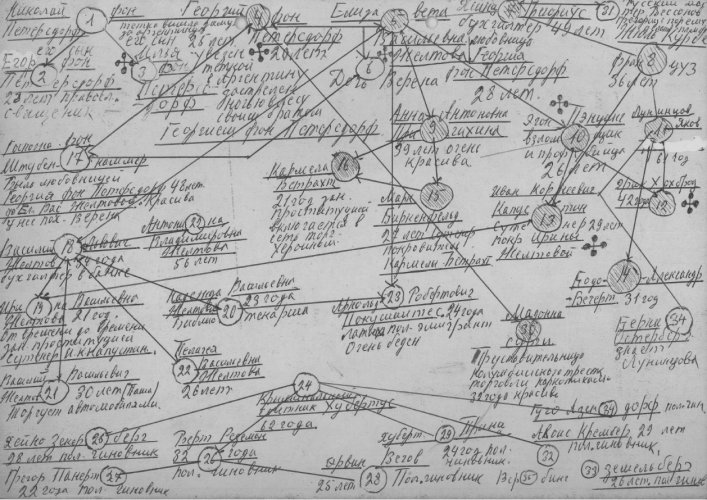
Jurij Treguboff skizzierte während der Entstehung des Romans „Das weiße Pulver“ die Personen und Ihre Beziehungen zueinander als Diagramm. In der Reihenfolge ihrer Erwähnung wurden die Personen mit laufenden Nummern versehen, die Striche zwischen ihnen zeigen, wer mit wem bekannt ist. Pfeile in beiden Richtungen bedeuten, dass sich die Personen kennen, weist der Pfeil in nur eine Richtung, sind die Charaktere nicht miteinander bekannt. Die Zahlen unter dem Kreis weisen auf das Alter der Person hin.

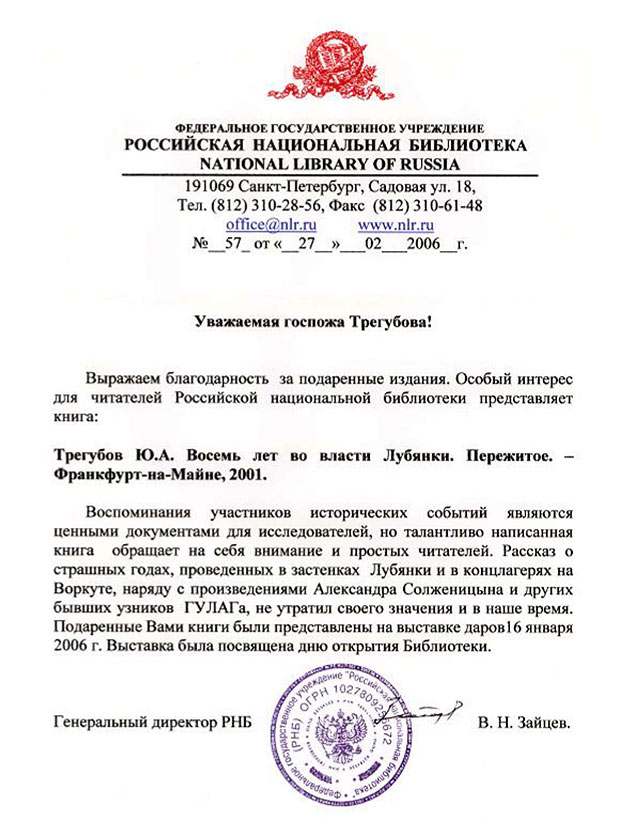
Brief des Generaldirektors der Nationalbibliothek St. Petersburg, in welchem er Jurij Treguboffs Werk als russische Geschichte anerkennt. Die Übersetzung ist in der Bildbeschreibung hinterlegt.

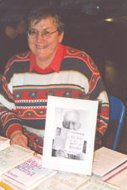
Anita Treguboff am Stand ihres Feuervogel Verlages

Unter dem Titel „Das weiße Pulver“ greift Jurij Treguboff eines der großen Probleme unserer Zeit auf: Rauschgift. Er beschäftigt sich aber nicht mit den Süchtigen, sondern mit den Dealern, die aus Geldgier, dem Gefühl der Macht über andere und Menschenverachtung ihre Opfer bewusst und skrupellos in einen langsamen, qualvollen Tod schicken.
Eine humorvolle Note hat der Roman „Rauschgold“. Er spielt im Milieu der russischen Emigranten im Berlin der zwanziger Jahre. Ein gerissener Gauner entfacht eine Hysterie der Geldgier, um sich den Schmuck seiner Landsleute unter den Nagel zu reißen, was ihm bis zu einem gewissen Punkt auch gelingt.
Mit seinem Roman „Beginn eines Erdbebens“ zieht Jurij Treguboff Bilanz über die sowjetische Epoche Russlands, indem er zu ihren Wurzeln zurückgeht und die Schicksale von zwölf Bolschewiki in den Jahren 1916 bis 1920 beschreibt. Ihm war bewusst, dass dies vermutlich sein letztes Werk sei, man könnte es daher als Summe seiner Lebenserfahrungen bezeichnen.
Typisch für alle Bücher Jurij Treguboffs ist sein mit einem wissenden Schmunzeln verbundener feiner Humor. Er wollte die Menschen zeigen wie ein Spiegel, ohne sie zu beurteilen oder gar zu verurteilen. „Das steht mir nicht zu“, sagte er, „denn auch die von mir erfundenen Charaktere kenne ich nur in dem Abschnitt ihres Lebens, den ich beschreibe. Außerdem ist der Leser schlau genug, um seine eigenen Schlüsse zu ziehen.“

## Werke

### Biografisches, Geschichtliches, Zeitkritisches

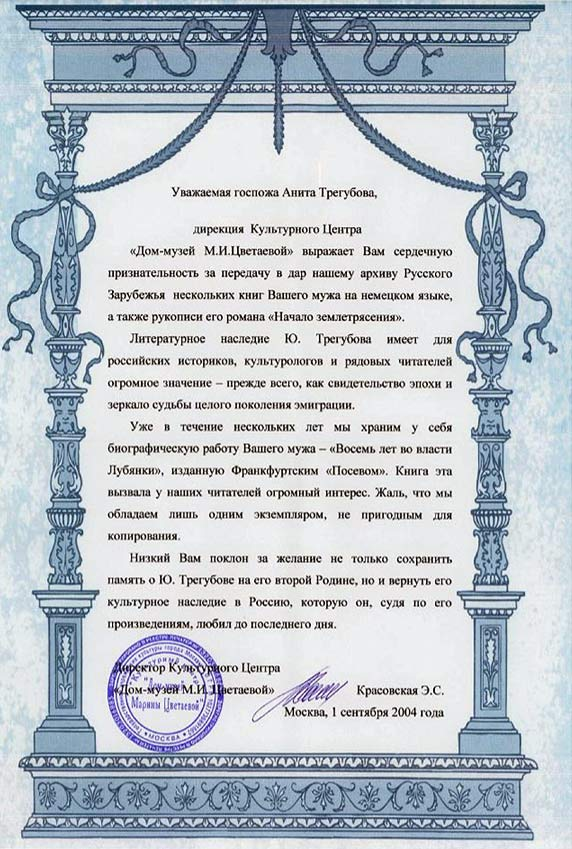
Brief der Direktorin des Kulturzentrums Haus Museum Marina Zwetajewa, in welchem das russische Manuskript seines letzten Romans “Beginn eines Erdbebens” im Archiv verwahrt wird. Die Übersetzung ist in der Bildbeschreibung hinterlegt.

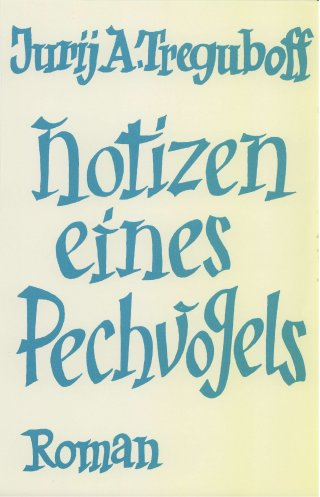
Einband des Romans „Notizen eines Pechvogels“

- 1957: Vosem’ let vo vlasti Lubjanki (Acht Jahre in der Gewalt der Lubjanka), Verlag „Possev“, Frankfurt am Main, verfügbar in 2. Auflage 2001 bei Verlag „Possev“, Moskau, in Russland unter ISBN 5-85824-134-4, in Europa Feuervogel-Verlag, Frankfurt am Main
- 1967: Der letzte Ataman, Verlag blick+bild, Velbert, wie alle später herausgegebenen und hier aufgeführten Titel verfügbar im Feuervogel-Verlag, Frankfurt/M. als E-Book auf CD-Rom, ISBN 978-3-921148-26-6; auf Russisch als E-Book auf CD-Rom, aus dem Deutschen übersetzt von E. Koudrjawzewa, ISBN 978-3-921148-31-0; gekürzte Fassung als HörBuch auf Audio-CD: ISBN 978-3-921148-49-5
- 1971: Der Vampir, verfügbar als E-Book auf CD-Rom, ISBN 978-3-921148-24-2; auf Russisch als E-Book auf CD-Rom, aus dem Deutschen übersetzt von E. Koudrjawzewa, ISBN 978-3-921148-30-3; gekürzte Fassung als HörBuch auf Audio-CD: ISBN 978-3-921148-47-1
- 1973: Berlin, verfügbar als E-Book auf CD-Rom, ISBN 978-3-921148-25-9; auf Russisch als E-Book auf CD-Rom, ISBN 978-3-921148-43-3; gekürzte Fassung als HörBuch auf Audio-CD: ISBN 978-3-921148-48-8
- 1974: Gespenster in Frankfurt, verfügbar als E-Book auf CD-Rom, ISBN 978-3-921148-27-3; auf Russisch als E-Book auf CD-Rom, ISBN 978-3-921148-44-0; gekürzte Fassung als HörBuch auf Audio-CD: ISBN 978-3-921148-50-1
- 1976: Wladimirschina, ISBN 978-3-921148-04-4
- 1979: Geld, ISBN 978-3-921148-06-8
- 1981: Notizen eines Pechvogels, verfügbar als E-Book auf CD-Rom, ISBN 978-3-921148-28-0; gekürzte Fassung als HörBuch auf Audio-CD: ISBN 978-3-921148-52-5
- 1983: Hauptwache, verfügbar als E-Book auf CD-Rom, ISBN 978-3-921148-34-1; gekürzte Fassung als HörBuch auf Audio-CD: ISBN 978-3-921148-53-2
- 1984: Die wundersamen Erlebnisse des Aristarch Trofimowitsch Jermolow, verfügbar als E-Book auf CD-Rom, ISBN 978-3-921148-35-8; auf Russisch als E-Book auf CD-Rom, ISBN 978-3-921148-33-4; gekürzte Fassung als HörBuch auf Audio-CD: ISBN 978-3-921148-54-9
- 1985: Der große Einsatz, verfügbar als E-Book auf CD-Rom, ISBN 978-3-921148-36-5; gekürzte Fassung als HörBuch auf Audio-CD: ISBN 978-3-921148-56-3
- 1987: Die blutige Ikone, verfügbar als E-Book auf CD-Rom, ISBN 978-3-921148-37-2; gekürzte Fassung als HörBuch auf Audio-CD: ISBN 978-3-921148-57-0
- 1988: Schnapsi, verfügbar als E-Book auf CD-Rom, ISBN 978-3-921148-38-9; gekürzte Fassung als HörBuch auf Audio-CD: ISBN 978-3-921148-58-7
- 1990: Die Idee des Doktor Kologriwow, ISBN 978-3-921148-13-6
- 1991: Gedichte und Erzählungen zur russischen Geschichte, verfügbar als E-Book auf CD-Rom, ISBN 978-3-921148-29-7; gekürzte Fassung als HörBuch auf Audio-CD: ISBN 978-3-921148-46-4
- 1993: Wie Herbstlaub im Sturm, ISBN 978-3-921148-16-7
- 1994: Der fahle Reiter, ISBN 978-3-921148-17-4
- 1995: Im hellen Schein des Mondes, verfügbar als E-Book auf CD-Rom, ISBN 978-3-921148-39-6; gekürzte Fassung als HörBuch auf Audio-CD: ISBN 978-3-921148-59-4
- 1996: Das weiße Pulver, ISBN 978-3-921148-19-8
- 1997: Rauschgold, ISBN 978-3-921148-20-4
- 1998: Beginn eines Erdbebens, verfügbar als E-Book auf CD-Rom, ISBN 978-3-921148-42-6; auf Russisch als E-Book auf CD-Rom, ISBN 978-3-921148-32-7: gekürzte Fassung als HörBuch auf Audio-CD: ISBN 978-3-921148-60-0
- 1999: Acht Jahre in der Gewalt der Lubjanka, 2. Auflage als Paperback 2005, ISBN 978-3-921148-22-8; gekürzte Fassung als HörBuch auf Audio-CD: ISBN 978-3-921148-51-8
- 2001: Nachgelassenes, herausgegeben von Anita Treguboff, ISBN 978-3-921148-23-5
- 2005/2006: Die in gedruckter Form unterdessen vergriffenen Titel sowie ausgewählte russische Manuskripte wurden elektronisch erfasst und stehen dem Leser als E-Book auf CD-Rom zur Verfügung.
- 2007: Von vierzehn Titeln wurden verkürzte Fassungen als HörBuch auf jeweils einer Audio-CD erstellt, gelesen von Anita Treguboff. Hinzu kam ein HörBuch des „Dämon“ von M. J. Lermontov, gelesen und produziert von Michaela Getto.

### Übersetzungen
- 1977: Fjodor Romanowitsch von der Osten-Sacken: Fünf Wochen aus dem Leben von Sonja, Olja und Marusja / A. Baschmakow: Nekrolog; verfügbar als E-Book auf CD-Rom in Deutsch und Russisch, ISBN 978-3-921148-41-9.

Als im Herbst 1880 von fünf Schwestern eine an Masern erkrankte, wurden die drei kleineren Mädchen zu ihrem Onkel gebracht, damit sie sich nicht anstecken. Er schrieb jeden Tag einen Brief an die Eltern, die gesammelt und 1900 in dreißig Exemplaren gedruckt wurden. Die damals vierjährige Sonja wurde später die Mutter von Jurij Treguboff, der dieses Buch nach seiner Rückkehr aus dem Lager in ihrem Nachlass fand. Ergänzt werden diese Berichte durch einen Nachruf auf den Autor sowie einem weiteren Familiendokument im Zusammenhang mit J. A. Engelhardt.
- 1992: Michail J. Lermontov: Der Dämon – Bojare Orscha, verfügbar als E-Book auf CD Rom, ISBN 978-3-921148-40-2; „Der Dämon“, gekürzte Fassung als HörBuch auf Audio-CD: ISBN 978-3-921148-55-6.

Zwei Verserzählungen dieses bedeutenden russischen Lyrikers (1814–1841), der als der „düstere Poet“ in die Literaturgeschichte eingegangen ist und dessen Werke noch heute das geistige Leben russischer Menschen prägen, versehen mit einem Nachwort von Jurij Treguboff, der „Bojare Orscha“ erstmals 1955 im Lager Potma, Mordowien, übersetzte.
- 2007: S. Puschkarjow: Lettische Schützen im Kampf für die Macht Lenins in den Jahren 1917-1918 (Neues Journal, New York, 9/1971) verfügbar als E-Book auf CD-Rom in Deutsch und Russisch, ISBN 978-3-921148-45-7.

Besprechung des 1967 von der Akademie der Wissenschaften der Lettischen SSR in Riga herausgegebenen Buches von A. I. Spreslis Lettische Schützen im Kampf um die Eroberungen des Oktobers, 1917-1918.

### Pressestimmen
- „Die Romane von Jurij Treguboff sind nicht nur für eine ältere Generation von Lesern interessant, die mit den Werken von L. Tolstoj, V. Odojewskij, A. Belyj groß geworden ist, sondern auch für eine jüngere, die die Erfahrung der gleichzeitigen Existenz mit den Helden von Michail Bulgakow und Boris Pasternak hat, die Märchen von Sascha Tschornyj und die Sprache von V. Jerofejev bewundert. All das kann man beim ‚König der Prosa’ der Zweiten Welle der russischen Emigration finden.“[2]
- „Phantasie ist vielleicht nichts anderes als eine Ansammlung von Erfahrungen und Beobachtungen, die aus dem Keller der Seele wieder an das Tageslicht hervorgekramt werden, um aus ihnen, wie aus Ziegelsteinen, ein neues Gebäude zu errichten, wobei längst in Vergessenheit geraten ist, wie das ursprüngliche Gebäude ausgesehen hatte, dessen Steine zu dem Neubau verwendet wurden.“ – Dies steht im Nachwort zum achten Roman des Russen, der in den fünfziger Jahren nach Frankfurt kam. Mit all den Jahren hat er, der immer noch russisch denkt und seine Bücher auf einer Schreibmaschine in Russisch tippt, sein „Wunschziel“ erreicht: „In einer Reihe von Büchern die historische Epoche zu beschreiben, die 1917 angefangen hat und bis in unsere Tage hineinreicht.“ („Frankfurter Gesichter“)[3]
- Treguboffs Romane sind Bücher, die beanspruchen, in der Tradition der russischen Fabulier- und Erzählkunst zu stehen.[4]
- Treguboffs Erzählkunst ist aus der Tradition hervorgegangen und setzt die Meisterschaft Ljesskows, Gontscharows und Sologubs mit unerschöpflicher Erfindungsgabe und sprachlicher Naturkraft fort.[5]

### Texte von und über Jurij Treguboff
- KGB – Arbeit und Organisation des sowjetischen Geheimdienstes in Ost und West, John Barron, Droemersche Verlagsanstalt Th. Knaur Nachf. (1978), Seite 391.
- Drei Fragen zu Deutschland, herausgegeben von Josef M. Häußling, Klaus Held, Lew Kopelew, Heinz Rölleke, Albrecht Knaus Verlag GmbH (1985), Seiten 112–113.

Diese Fragen 1. nach dem Bestehen einer einheitlichen deutschen Nation und Nationalkultur heute, 2. nach der Bedeutung der Zeit der staatlichen Einheit von 1871 bis 1945 für die Entwicklung von Nation und Kultur, 3. nach der wahrscheinlichen und erhofften Weiterentwicklung des kulturellen Lebens im geteilten Deutschland beantwortete Jurij Treguboff u. a. wie folgt: „Die Ungerechtigkeit der Teilung Deutschlands wird nicht von langer Dauer sein… Da ich selbst als gebürtiger Russe zu einem Volk gehöre, das nicht weniger Widrigkeiten des Schicksals als das deutsche Volk erlebt hat, glaube ich nicht, daß aus unglücklichen Zusammenhängen entsprungene Gewaltmaßnahmen auf Dauer die Einheit des deutschen Volkes zerstören können.“
- Russische Weihnachten – Ein literarisches Lesebuch, herausgegeben von Wolfgang Kasack, Verlag Herder (1992), Seiten 176–182.

Diese Anthologie enthält die Erzählung „Heiligabend 1922 in Moskau“ aus den „Gedichten und Erzählungen zur russischen Geschichte“.
- Lexikon der russischen Literatur des 20. Jahrhunderts – Vom Beginn des Jahrhunderts bis zum Ende der Sowjetära, 2., neu bearbeitete und wesentlich erweiterte Auflage, Wolfgang Kasack, Verlag Otto Sagner (1992), Seiten 1318–1319.
- Acht Jahre in der Gewalt der Lubjanka Anita Treguboff, „Horch und Guck“ Historisch-literarische Zeitschrift des Bürgerkomitees ‚15. Januar’ e. V., 13. Jahrgang, Heft 45, 2004 (I), mit dem Hauptthema „Bewaffneter antikommunistischer Widerstand in Osteuropa“, Seiten 28–30.
- Jurij Treguboff – ein zeitgeschichtliches Werk, Anita Treguboff, Magazin „Kultur in Hamburg“, 34. Jahrgang, Heft Januar 2004, Seite 20.
- Als wäre es gestern gewesen, als könnte es morgen sein, herausgegeben von Wolfgang G. Fienhold, Gernhard Ganter, Gerald Meyer, Lerato-Verlag (2007), Seiten 57–63.

In diese Anthologie zum Thema „Definition Alter – Zukunft und Vergangenheit – die Physiologie des Individuums“ wurde die Erzählung Die achte Legion aus dem Bändchen Nachgelassenes aufgenommen.